# Do they know it’s Europe
Do they know it’s Europe ist ein multilinguales Musikvideo der Comedians for Worldpeace, das am 22. Mai 2019 unter ungewöhnlichen Umständen veröffentlicht wurde.
Beteiligt an dem Video waren Moderatoren populärer satirischer und humoristischer Late-Night-Formate diverser EU-Länder sowie der Schweiz, Norwegens und Armeniens. Eine ähnliche, länderübergreifende Zusammenarbeit satirischer Fernsehshows gab es bereits 2017 mit dem Wettbewerb Every Second Counts.

## Inhalt
Das Video liegt sowohl in einer fünfminütigen Kurz- als auch in einer Langfassung von 13 Minuten vor. Das Lied, das in dem Video zu hören ist, ist in erster Linie ein proeuropäisches Spiel mit den eigenen Länderklischees, verbunden durch die gemeinsame Erkenntnis „Allein sind wir allein“. Der Titel Do they know it’s Europe ist angelehnt an das Benefiz-Lied Do They Know It’s Christmas? der Gruppe Band Aid. Jeder der zwanzig Künstler aus sechzehn Ländern singt in seiner Landessprache, Untertitel sind verfügbar.
In den zu dem Video gehörigen Anmerkungen wird deutlich, dass die Ersteller es konkret als Aufruf zur Beteiligung an der bevorstehenden Europawahl 2019 verstanden wissen wollen.

## Mitwirkende
- Sergey Sargsyan und Narek Margaryan (ArmComedy), Armenien
- Jan Böhmermann (Neo Magazin Royale), Deutschland
- Eeva Vekki und Anders Helenius (Noin viikon studio), Finnland
- Alex Vizorek, Frankreich
- Heydon Prowse, Großbritannien
- Domagoj Zowack und Borna Sor (News Bar & Prime Time), Kroatien
- Andrius Tapinas (Laikykitės ten), Litauen
- Ben Olinger, Luxemburg
- Niels van der Laan und Jeroen Woe (Even Tot Hier), Niederlande
- Fredrik Skavlan (Skavlan), Norwegen und Schweden
- Peter Klien (Willkommen Österreich), Österreich
- Filomena Cautela (5 Para A Meia-Noite), Portugal
- Dominic Deville und Patrick Karpiczenko (Deville Late Night), Schweiz
- Jure Godler (Ta teden z Juretom Godlerjem), Slowenien
- Villám Géza (Heti Dörgés Villám Gézával), Ungarn

## Veröffentlichungsumstände
Im Zuge der Ibiza-Affäre gab es Vermutungen, zum Veröffentlichungstermin, den Böhmermann mit einem Countdown im Internet angekündigt hatte, würde es weitere Enthüllungen geben oder zumindest die Frage geklärt, „welche Rolle (…) der Herr Böhmermann in diesem Zusammenhang spielt“ (Heinz-Christian Strache im Wortlaut seiner Rücktrittsrede). Hierdurch wurde dem Veröffentlichungstermin des Musikvideos höchste Aufmerksamkeit internationaler Medien wie auch sozialer Netzwerke zuteil, obwohl sich Böhmermanns Haussender ZDF bereits im Vorfeld dazu genötigt sah, Spekulationen über neue Strache-Enthüllungen nach eigenem Kenntnisstand auszuschließen.